# مركز تل أبيب سوراسكي الطبي
مركز تل أبيب سوراسكي الطبي هو مجمع مستشفيات رئيسي يقع في مدينة تل أبيب، إسرائيل. يمتد المجمع على مساحة 150.000 متر مربع ويضم أربعة مستشفيات وهو وثاني أكبر مجمع مستشفيات في البلاد.